# Céramographie
La céramographie est l'art et la science de la préparation, de l'examen et de l'évaluation des microstructures en céramique.   
La céramographie peut être considérée comme la métallographie de la céramique. La microstructure est le niveau de structure d'environ 0,1 à 100 µm, entre la longueur d'onde minimale de la lumière visible et la limite de résolution de l'œil nu. La microstructure comprend la plupart des grains, phases secondaires, joints de grains, pores, micro-fissures et microindentions de dureté. La plupart des propriétés mécaniques, optiques, thermiques, électriques et magnétiques sont fortement affectées par la microstructure. Le procédé de fabrication et les conditions de traitement sont généralement indiqués par la microstructure. La microstructure est à l'origine de nombreuses défaillances de la céramique. La céramographie fait partie du domaine plus vaste de la matériographie, qui englobe toutes les techniques microscopiques d'analyse des matériaux, telles que la métallographie, la pétrographie et la plastographie. La céramographie est généralement réservée pour la céramique de haute performance pour des applications industrielles, telles que – d'alumine. (Al 2 O 3) sur la figure 1, l'oxyde de zirconium (ZrO 2), le carbure de silicium (SiC), le nitrure de silicium (Si 3 N 4) et des composites à matrice céramique. Elle est rarement utilisée sur les céramiques blanches telles que les articles sanitaires, les carreaux muraux et la vaisselle. 

Microstructures céramographiques
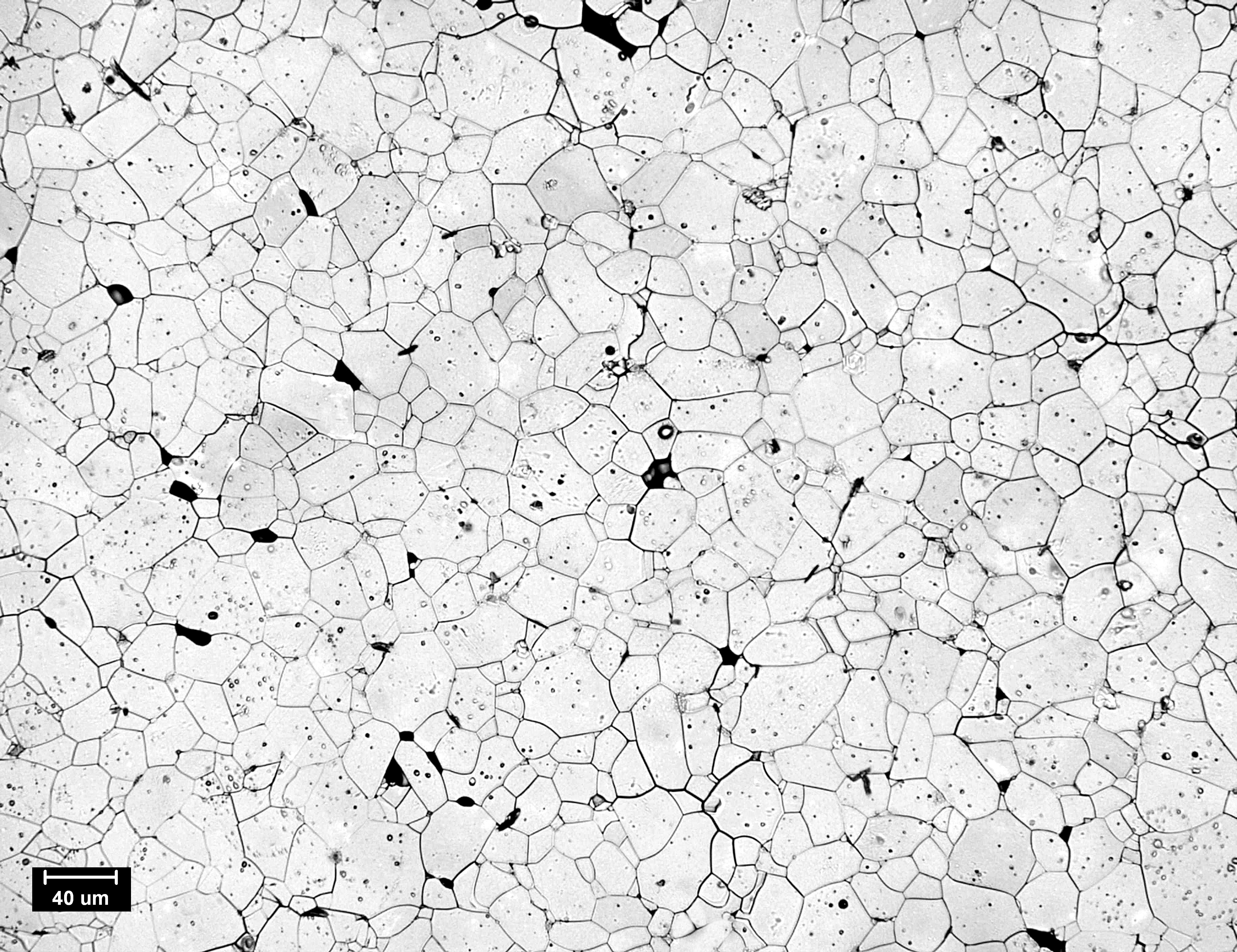
Fig. 1: Alumine à 99,9% gravée thermiquement
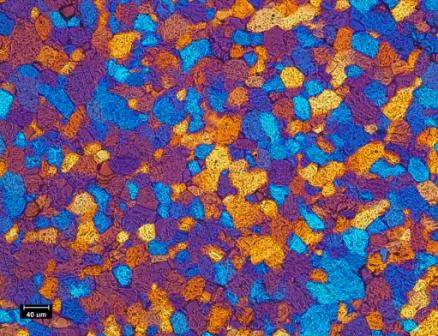
Fig. 2: Coupe mince d'alumine à 99,9%

## Histoire
La céramographie a évolué avec d'autres branches de la matériographie et de la céramique. Alois de Widmanstätten, d'Autriche, a gravé une météorite en 1808 pour révéler des bandes de ferrite pro- eutectoïdes qui se développaient sur les limites des grains de austénite. Le géologue Henry Clifton Sorby, le "père de la métallographie", appliqua les techniques pétrographiques à l'industrie sidérurgique dans les années 1860 à Sheffield, en Angleterre. Le géologue français Auguste Michel-Lévy a élaboré un graphique qui corrèle les propriétés optiques des minéraux avec leur couleur et leur épaisseur transmises dans les années 1880. Le métallurgiste suédois J.A. Brinell a inventé la première échelle de dureté quantitative en 1900. Smith et Sandland développèrent le premier test de dureté par microindention chez Vickers Ltd. à Londres en 1922. Le microscopiste A.l. Buehler, de nationalité suisse, a fondé le premier fabricant d'équipements métallographiques près de Chicago en 1936. Frederick Knoop et ses collègues du National Bureau of Standards ont mis au point un test de microindention moins pénétrant (que Vickers) en 1939. Struers A/S de Copenhague a introduit le polisseur électrolytique pour la métallographie en 1943. George Kehl de l'Université de Columbia a écrit un livre considéré comme une bible de la matériographie jusqu'aux années 1980. Kehl a cofondé un groupe au sein de la Commission de l'énergie atomique qui est devenue la Société métallographique internationale en 1967. 

## Préparation des spécimens céramographiques
La préparation des spécimens en céramique pour l'analyse microstructurale comprend cinq grandes étapes : sciage, enrobage, meulage, polissage et gravure. Les outils et les consommables pour la préparation céramographique sont disponibles dans le monde entier auprès des fournisseurs d'appareils de métallographie et des fournisseurs de laboratoires. 

### Sciage
La plupart des céramiques sont extrêmement dures et doivent être sciées par voie humide avec une lame circulaire incrustée de particules de diamant. Une scie métallographique ou lapidaire équipée d'une lame de diamant de faible densité convient généralement. La lame doit être refroidie par un jet de liquide continu. 

### Enrobage
Pour faciliter la préparation ultérieure, l'échantillon scié est généralement incorporé (ou monté ou encapsulé) dans un disque en plastique, 25, 30 ou 35.   mm de diamètre. Une résine solide thermodurcissable, activée par la chaleur et la compression, par exemple un époxy chargé de minéraux, convient le mieux à la plupart des applications. Une résine coulable (liquide) telle que des résines époxy, acryliques ou polyester non chargées peut être utilisée pour les céramiques réfractaires poreuses ou les dispositifs microélectroniques. Les résines coulables sont également disponibles avec des colorants fluorescents facilitant la microscopie à fluorescence. Les échantillons gauche et droit de la figure 3 ont été intégrés dans un époxy rempli de minéraux. Le réfractaire central de la figure 3 était incorporé dans de l'acrylique transparent moulable. 

### Broyage
Le meulage est l'abrasion de la surface d'intérêt par des particules abrasives, généralement du diamant, liées au papier ou à un disque métallique. Le meulage efface les traces de scie, lisse grossièrement la surface et élimine le stock à la profondeur souhaitée. Une séquence de meulage typique pour les céramiques est une minute sur une meule diamantée liée à un métal de 240 grains tournant à 240 tr/min et lubrifiée par de l'eau courante, suivie d'un traitement similaire sur une meule de 400 grains. Le spécimen est lavé dans un bain à ultrasons après chaque étape.

### Polissage
Le polissage est l'abrasion par des abrasifs libres en suspension dans un lubrifiant et qui peuvent rouler ou glisser entre l'échantillon et le papier. Le polissage efface les marques de meulage et lisse le spécimen en un fini miroir. Le polissage sur une plaque métallique nue est appelé rodage. Une séquence typique de polissage pour la céramique est de 5 – 10 minutes à chaque fois sur 15, 6 et la pâte de diamant de 1 um ou suspension sur napless papier tournant à 240 tours par minute. Le spécimen est à nouveau lavé dans un bain à ultrasons après chaque étape. Les trois séries d'échantillons de la figure 3 ont été sciées, incrustées, polies et polies. 

### Gravure
La gravure à l'eau-forte révèle et délimite les joints de grains et autres caractéristiques microstructurales qui n'apparaissent pas sur la surface polie. Les deux types de gravure les plus courants en céramographie sont la corrosion chimique sélective et un traitement thermique qui soulage. À titre d'exemple, l'alumine peut être attaquée chimiquement par immersion dans l'acide phosphorique concentré bouillant pendant 30 – 60 s, ou attaquée thermiquement dans un four pendant 20 – 40 min à 1 500 degrés Celsius (2 732 °F) dans l'air. L'encapsulation en plastique doit être retirée avant l'attaque thermique. L'alumine de la figure 1 a été gravée thermiquement. 

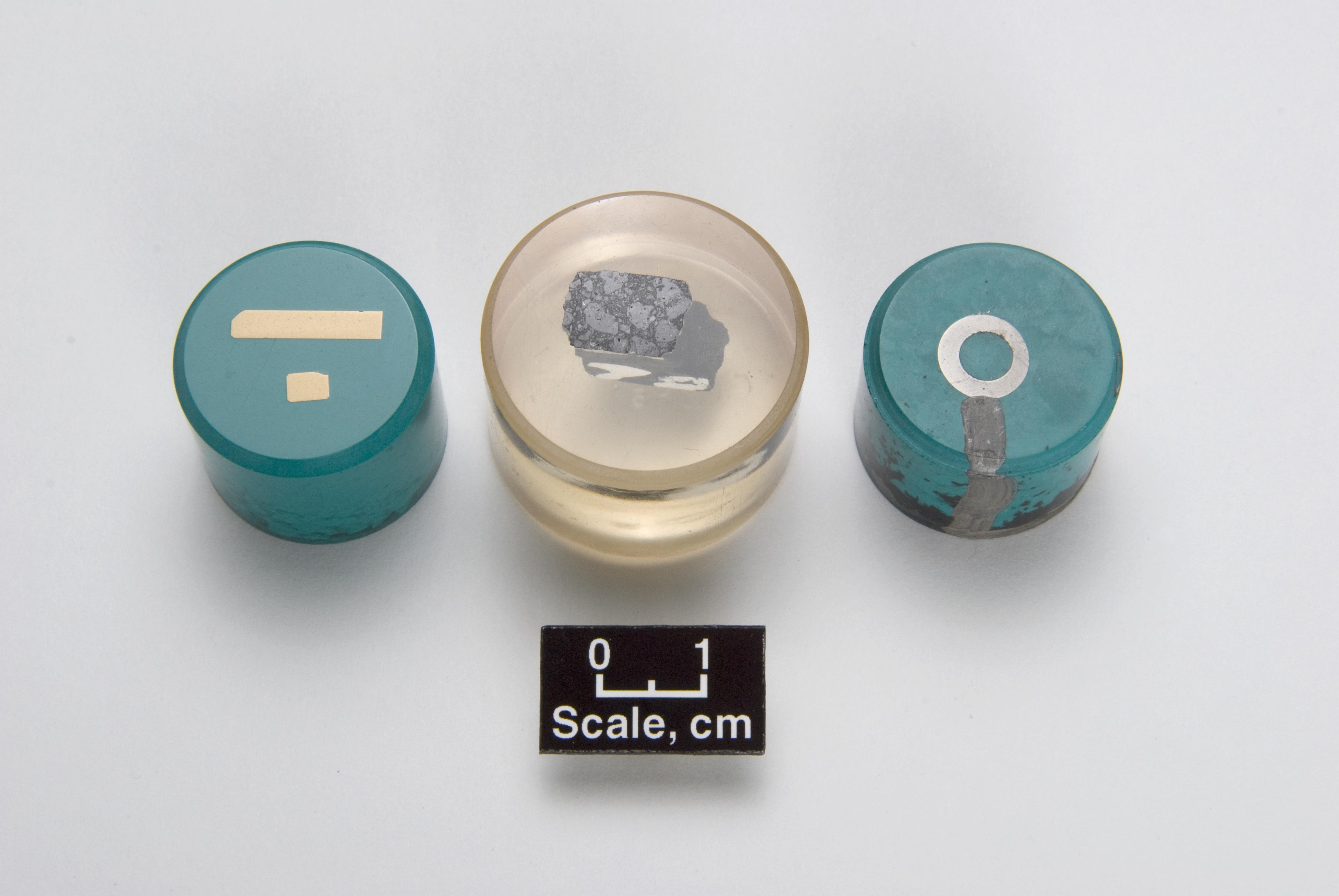
Coupes céramographiques polies et incorporées.

En variante, les céramiques non cubiques peuvent être préparées sous forme de sections minces, également appelées pétrographie, pour examen par microscopie à lumière transmise polarisée. Dans cette technique, le spécimen est scié à ~ 1   mm d'épaisseur, collés sur une lame de microscope et rectifiés ou sciés (par exemple par microtome) à une épaisseur (x) proche de 30 µm,. Une lamelle est collée sur la surface exposée. Les adhésifs, tels que l'époxy ou la résine de baume du Canada, doivent avoir approximativement le même indice de réfraction (η 1,54) que le verre. La plupart des céramiques ont un très faible coefficient d'absorption (α ≈ 0,5 cm−1 pour l'alumine sur la figure 2) dans la loi de Beer-Lambert ci-dessous, et peut être visualisé en lumière transmise. Les céramiques cubiques, comme la zircone et le spinelle stabilisés à l'oxyde d'yttrium, ont le même indice de réfraction dans toutes les
directions cristallographiques et apparaissent donc en noir lorsque le polariseur du microscope est déphasé de 90° par rapport à son analyseur. 
{\displaystyle I_{t}=I_{0}e^{-\alpha x}} (Beer–Lambert eqn)
Les spécimens céramographiques sont dans la plupart des cas des isolants électriques et doivent être recouverts d'une couche conductrice de métal ou de carbone de ~ 10 nm pour la microscopie électronique, après polissage et gravure. L'or ou l'alliage Au-Pd d'un pulvérisateur à pulvérisation ou d'un vaporisateur améliore également la réflexion de la lumière visible de la surface polie au microscope, selon la formule de Fresnel ci-dessous. Alumine nue (η ≤ 1,77, k ≤ 10−6) a un coefficient d'extinction négligeable et ne reflète que 8 % de la lumière incidente provenant du microscope, comme dans la Fig. 1. Or (η η 0,82, k ≤ 1,59 à λ = 500 nm), l'alumine reflète 44% dans l'air et 39% dans l'huile d'immersion.

## Analyse céramographique
Les microstructures en céramique sont le plus souvent analysées par microscopie à lumière visible réfléchie en champ clair. Darkfield est utilisé dans des circonstances limitées, par exemple pour révéler des fissures. La lumière transmise polarisée est utilisée avec des sections minces, où le contraste entre les grains provient de la biréfringence. Les microstructures très fines peuvent nécessiter le grossissement et la résolution supérieurs d'un microscope électronique à balayage (SEM) ou d'un microscope à balayage laser confocal (CLSM). Le microscope à cathodoluminescence (CLM) est utile pour distinguer les phases des réfractaires. Le microscope électronique à transmission (TEM) et le microscope acoustique à balayage (SAM) ont des applications spécifiques en céramographie. 
La céramographie est souvent effectuée de manière qualitative, afin de comparer la microstructure d'un composant à une norme aux fins du contrôle de la qualité ou de l'analyse des défaillances. Trois analyses quantitatives courantes des microstructures sont la granulométrie, le contenu en seconde phase et la porosité. Les microstructures sont mesurées selon les principes de la stéréologie, dans lesquels les objets tridimensionnels sont évalués en 2D par des projections ou des sections transversales. 
La taille des grains peut être mesurée par les méthodes de fraction de trait ou de fraction de surface de ASTM E112. Dans les méthodes de fraction de ligne, une taille de grain statistique est calculée à partir du nombre de grains ou de joints de grains coupant une ligne de longueur connue ou un cercle de circonférence connue. Dans la méthode surface-fraction, la taille des grains est calculée à partir du nombre de grains dans une zone connue. Dans chaque cas, la mesure dépend des phases secondaires, de la porosité, de l'orientation préférée, de la distribution exponentielle des tailles et des grains non équiaxes. L'analyse d'image peut mesurer les facteurs de forme de grains individuels selon ASTM E1382. 
Le contenu et la porosité de la deuxième phase sont mesurés de la même manière dans une microstructure, telle que ASTM E562. La procédure E562 est une méthode de fraction de points basée sur le principe stéréologique de fraction de points = fraction de volume, à savoir, P p = V v. La teneur en céramique de seconde phase, telle que les trichites de carbure dans une matrice d'oxydes, est généralement exprimée en fraction massique. Les fractions de volume peuvent être converties en fractions de masse si la densité de chaque phase est connue. L'analyse d'image permet de mesurer la porosité, la distribution de la taille des pores et les fractions volumiques des phases secondaires selon ASTM E1245. Les mesures de porosité ne nécessitent pas de gravure. Les microstructures multiphases ne nécessitent pas d'attaque si le contraste entre les phases est adéquat, comme c'est habituellement le cas. 
La taille des grains, la porosité et le contenu de la seconde phase ont tous été mis en corrélation avec les propriétés de la céramique telles que la résistance mécanique σ selon l'équation de Hall-Petch. La dureté, la ténacité, la constante diélectrique et de nombreuses autres propriétés dépendent de la microstructure. 